# Каневский, Виталий Евгеньевич
Вита́лий Евге́ньевич Кане́вский (род. 4 сентября 1935, Сучан, Дальневосточный край) — советский и российский кинорежиссёр, продюсер и сценарист, лауреат премии «Золотая камера» Каннского кинофестиваля. Её он получил в 1990 году за фильм «Замри — умри — воскресни!». В том же году фильм получил премию «Феликс» за лучший сценарий, а через 5 лет приз фестиваля «Сталкер». За продолжение этого фильма — «Самостоятельная жизнь» — Виталий в 1992 году получил Приз жюри в Каннах. В настоящее время живёт во Франции.
В 1990 году дважды был номинантом на премию «Ника» в номинациях за лучший игровой фильм и за лучшую режиссуру. В первой проиграл фильму «Астенический синдром», во второй картине Станислава Говорухина «Так жить нельзя».

## Биография
Виталий Каневский родился в городе Сучан. В 1960 году поступил на режиссёрский факультет ВГИКа (мастерская Михаила Ромма).
С 1966 по 1974 год отбывал тюремное заключение за изнасилование, после чего за ним закрепился имидж «режиссёра-зэка». Отбывал наказание в 4 разных лагерях, имел прозвище «Драматург». В 1977 году окончил ВГИК (мастерская А. Столпера).
Его режиссёрским дебютом стала картина «По секрету всему свету», выпущенная в 1976 году совместно с Игорем Добролюбовым на киностудии «Беларусьфильм». С 1977 года работал на киностудии «Ленфильм». Следующим фильмом стала «Деревенская история». В 1989 году Каневский написал сценарий для фильма «Замри, умри, воскресни» и поставил его. Картина получила приз Каннского кинофестиваля «Золотая камера». В 1991 году он снял продолжение фильма — «Самостоятельная жизнь». Эта кинолента также стал лауреатом Канн — Приза жюри. В 1994 году во Франции Виталий Каневский снял ленту «Nous, les enfants du XXème siècle». Последним его фильмом стал «KTO Bolche».

## Фильмография

### Режиссёрские работы
- 1976 — По секрету всему свету
- 1981 — Деревенская история
- 1989 — Замри — умри — воскресни!
- 1992 — Самостоятельная жизнь
- 1994 — Мы, дети XX века
- 2000 — KTO Bolche

### Сценарии
- 1989 — Замри — умри — воскресни!
- 1992 — Самостоятельная жизнь
- 1994 — Мы дети XX века
- 2000 — KTO Bolche

### Продюсировал фильмы
- 1992 — Самостоятельная жизнь

### Актёр
- 1962 — Прошлым летом (короткометражный) — Костя
- 1964 — Живёт такой парень — парень на танцах
- 1965 — Время, вперёд! — член агитбригады «Синей блузы»
- 1965 — Знойный июль — житель деревни
- 1977 — Обратная связь — эпизод
- 1978 — Двое в новом доме — студент-заочник